# Шелковников (хутор)
Шелковников — хутор в Кошехабльском районе Республики Адыгея России. Входит в Вольненское сельское поселение.

## Население
| 2002 | 2010 | 2013 | 2014 | 2015 | 2016 | 2017 |
| ---- | ---- | ---- | ---- | ---- | ---- | ---- |
| 372  | ↘268 | ↘265 | →265 | ↗272 | ↗289 | ↗308 |
| 2018 | 2019 | 2020 | 2021 | 2023 | 2024 |      |
| ↘304 | ↘290 | →290 | ↘279 | ↗304 | ↗308 |      |

По данным Всероссийской переписи населения 2021 года:
| Народ   | Численность, чел. | Доля от всего населения, % |
| ------- | ----------------- | -------------------------- |
| русские | 177               | 63,44 %                    |
| цыгане  | 99                | 35,48 %                    |
| другие  | 3                 | 1,08 %                     |
| всего   | 279               | 100,0 %                    |

## Улицы
- Мира,
- Речной переулок,
- Степной переулок.